# フォルケ賞
ホセ・マリア・フォルケ賞（スペイン語: Premio Cinematográfico José María Forqué）は、スペインの映画賞。通称フォルケ賞。1996年創設。
オーディオビジュアル著作権管理協会(EGEDA)が主催する。名称はEGEDAの初代会長であるホセ・マリア・フォルケにちなんでいる。スペインで公開される映画の中で、技術的・芸術的にオーディオビジュアルの振興に寄与する作品に対して作品賞を授与している。2010年から演技賞（女優賞・男優賞）を設けている。映画評論家による投票で受賞作品/受賞者を決定する。ゴヤ賞の前哨戦と言われることもある。

## 受賞
| 年度 | 作品賞                                     | 監督                               |
| ---- | ------------------------------------------ | ---------------------------------- |
| 1996 | 死んでしまったら私のことなんか誰も話さない | アグスティン・ディアス・ジャネス   |
| 1997 | テシス 次に私が殺される                    | アレハンドロ・アメナーバル         |
| 1998 | エストレーリャ～星のまわりで               | リカルド・フランコ                 |
| 1999 | Barrio                                     | フェルナンド・レオン・デ・アラノア |
| 2000 | Solas                                      | ベニート・サンブラーノ             |
| 2001 | El Bola                                    | アチェーロ・マニャス               |
| 2002 | 工事中                                     | ホセ・ルイス・ゲリン               |
| 2003 | 月曜日にひなたぼっこ                       | フェルナンド・レオン・デ・アラノア |
| 2004 | Te doy mis ojos                            | イシアル・ボジャイン               |
| 2005 | 海を飛ぶ夢                                 | アレハンドロ・アメナーバル         |
| 2006 | あなたになら言える秘密のこと               | イザベル・コイシェ                 |
| 2007 | パンズ・ラビリンス                         | ギレルモ・デル・トロ               |
| 2008 | 永遠のこどもたち                           | フアン・アントニオ・バヨナ         |
| 2009 | Camino                                     | ハビエル・フェセール               |
| 2010 | プリズン211                                | ダニエル・モンソン                 |
| 2011 | ［リミット］                               | ロドリゴ・コルテス                 |
| 2012 | 悪人に平穏なし                             | エンリケ・ウルビス                 |
| 2013 | ブランカニエベス                           | パブロ・ベルヘル                   |
| 2014 | La herida                                  | フェルナンド・フランコ             |
| 2015 | マーシュランド                             | アルベルト・ロドリゲス             |
| 2016 | しあわせな人生の選択                       | セスク・ゲイ                       |
| 2017 | 静かなる復讐                               | ラウール・アレバロ                 |

| 年度 | 女優賞                        | 男優賞                       | 功労賞                     |
| ---- | ----------------------------- | ---------------------------- | -------------------------- |
| 2010 | ロラ・ドゥエニャス            | ルイス・トサール             | フリオ・フェルナンデス     |
| 2011 | ノラ・ナバス エンマ・スアレス | ルイス・トサール             | ルイス・メヒーノ           |
| 2012 | エレナ・アナヤ                | ホセ・コロナド               | フェルナンド・トルエバ     |
| 2013 | マリベル・ベルドゥ            | ホセ・サクリスタン           | ヘラルド・イエーロ         |
| 2014 | マリアン・アルバレス          | エドゥアルド・フェルナンデス | アグスティン・アルモドバル |
| 2015 | バルバラ・レニー              | ハビエル・グティエレス       |                            |
| 2016 | ナタリア・デ・モリーナ        | リカルド・ダリン             |                            |
| 2017 | エンマ・スアレス              | ロベルト・アラモ             | アントニオ・ペレス・ペレス |